# Atikonak Lake
Der Atikonak Lake ist ein See in der kanadischen Provinz Neufundland und Labrador.

## Lage
Der stark gegliederte See befindet sich auf einer Hochfläche im zentralen Südosten der Labrador-Halbinsel. Etwa 160 km westlich liegen die beiden Orte Labrador City und Wabush. Der Atikonak Lake bedeckt eine Fläche von 358 km², einschließlich Inseln beträgt die Gesamtfläche 431 km². Der See wird vom Atikonak River in nördlicher Richtung durchflossen und zum 40 km entfernten Ossokmanuan Reservoir entwässert. Ein weiterer wichtiger Zufluss bildet der Kepimits River, der vom westlich gelegenen Lac Joseph zum Atikonak Lake strömt. Das Einzugsgebiet des Sees umfasst etwa 15.000 km². Der Wasserspiegel liegt bei ungefähr 495 m.